# Eklezja i Synagoga

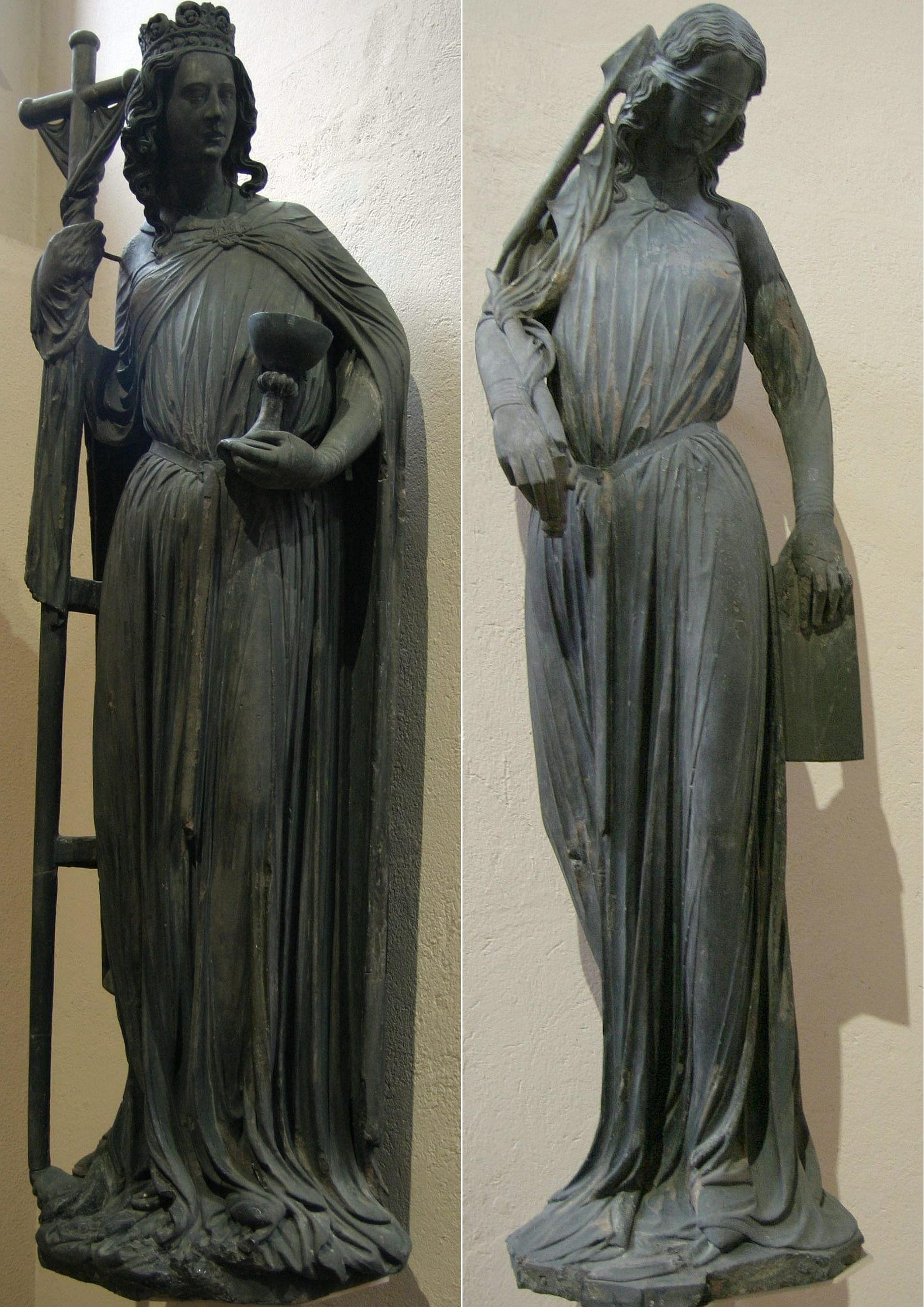
Eklezja i Synagoga – figury z elewacji wejściowej południowego ramienia transeptu katedry w Strasburgu, ok. 1225-1230

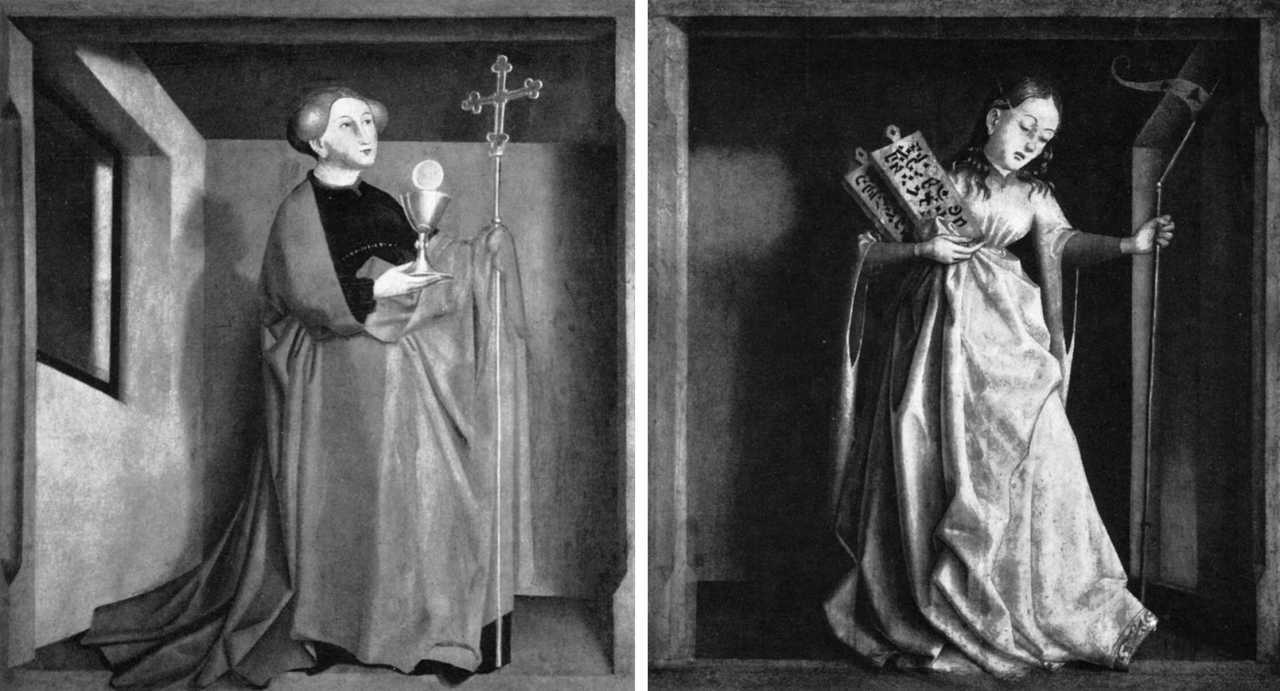
Konrad Witz, Eklezja i Synagoga, ok. 1430, Muzeum Sztuki w Bazylei

Eklezja i Synagoga (z łac. ecclesia – kościół i gr. synagoge – zebranie) – w sztukach plastycznych przedstawienie dwóch kobiet, personifikujących Stary i Nowy Testament.
Eklezja ukazywana jest jako królowa, z koroną, krzyżem i kielichem, podczas gdy Synagoga ma zawiązane oczy, złamaną włócznię, spuszczoną głowę i wypadające z rąk tablice Mojżeszowe. Odnosi się to do rozumienia Starego Testamentu jako przygotowania i zapowiedzi Nowego, nieprzyjętego przez Żydów. Stąd Synagoga przedstawiona jest jako osoba zaślepiona, której złamana włócznia i upadające tablice wyrażają utratę praw, a Eklezja, wyobrażająca chrześcijaństwo, jest zwycięską królową.
Tego typu przedstawienia pojawiają się w sztuce chrześcijańskiej od IX wieku. Jednym z najbardziej znanych realizacji Eklezji i Synagogi są gotyckie rzeźby z katedry w Strasburgu z ok. 1230 roku, umieszczone po dwóch stronach portalu południowego.
W Polsce obie postacie widoczne są w kontekście ewangelicznej przypowieści (Mt. 25, 1) o pannach roztropnych i nierozsądnych na Bramie Złotej na Zamku Wysokim w Malborku: panny roztropne wiedzie Eklezja, nierozsądne – Synagoga.